# Biała intryga
Biała intryga (ang. White Mischief) – brytyjski dramat biograficzno-historyczny z 1987 roku w reżyserii Michaela Radforda, zrealizowany na podstawie powieści Jamesa Foksa. Zdjęcia kręcono w Kenii (m.in. Nairobi) oraz w Anglii (Wrotham Park w hrabstwie Hertfordshire).

## Obsada
- Greta Scacchi – Lady Diana Broughton
- Charles Dance – Josslyn Hay
- Joss Ackland – Sir Henry "Jock" Delves Broughton
- Sarah Miles – Alice de Janzé
- Geraldine Chaplin – Nina Soames
- Ray McAnally – Morris
- Murray Head – Lizzie
- John Hurt – Gilbert Colvile
- Trevor Howard – Jack Soames
- Susan Fleetwood – Gwladys, Lady Delamer
- Catherine Neilson – Lady June Carberry
- Hugh Grant – Hugh
- Alan Dobie – Harragin
- Gregor Fisher – McPherson
- Jacqueline Pearce – Idina

## Nagrody i nominacje
- Nagrody BAFTA 1989
  - Najlepszy aktor drugoplanowy – Joss Ackland (nominacja)
  - Najlepsze kostiumy – Marit Allen (nominacja)